# Canavalia
Canavalia ist eine Pflanzengattung in der Unterfamilie Schmetterlingsblütler (Faboideae) innerhalb der Familie der Hülsenfrüchtler (Fabaceae). Die 46 bis 60 Canavalia-Arten sind in von den Subtropen bis Tropen fast weltweit verbreitet. Es ist eine der Gattungen der Faboideae, deren Arten Bohnen genannt und als Nahrungsmittel genutzt werden.

## Beschreibung und Ökologie

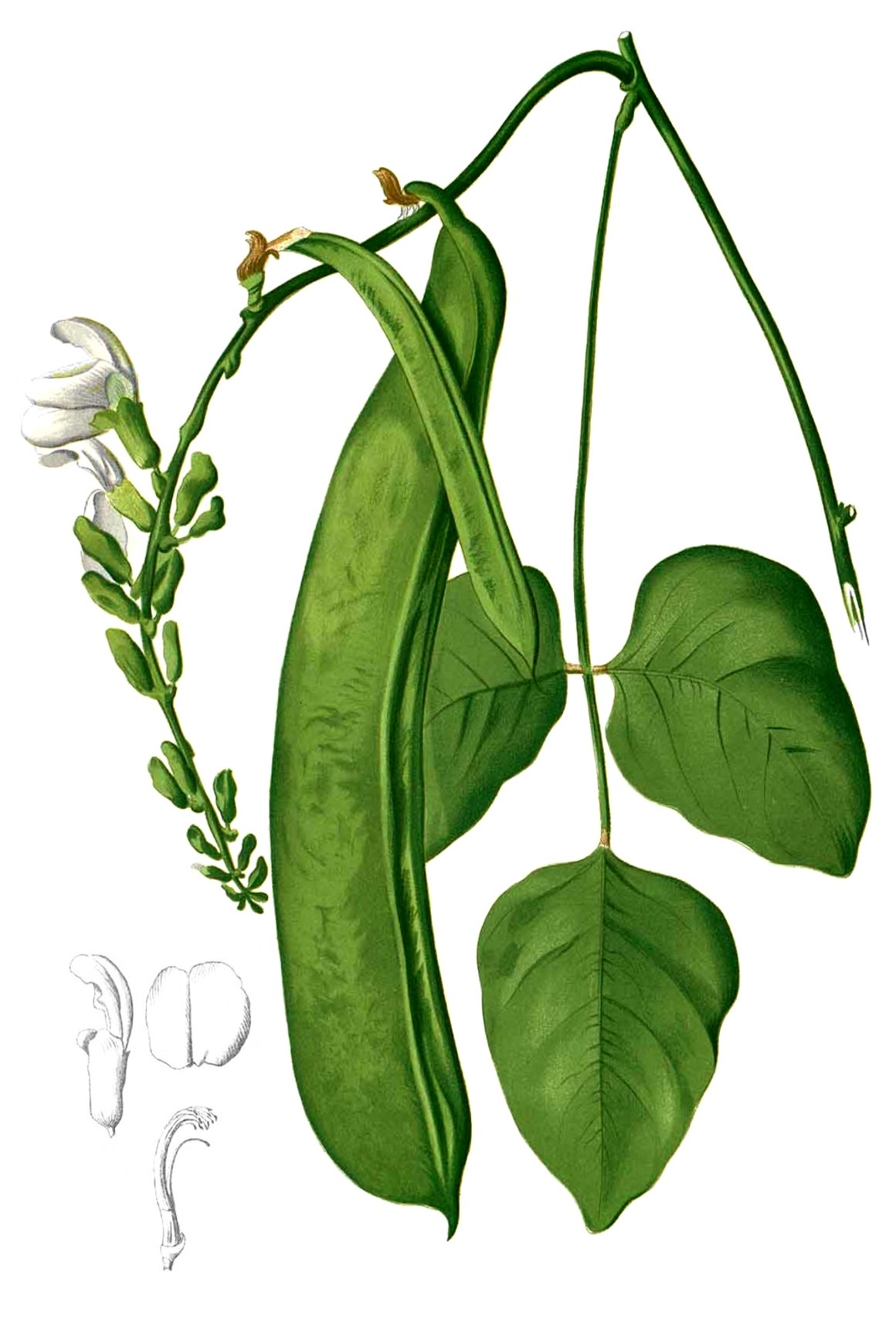
Illustration der Schwertbohne (Canavalia gladiata)

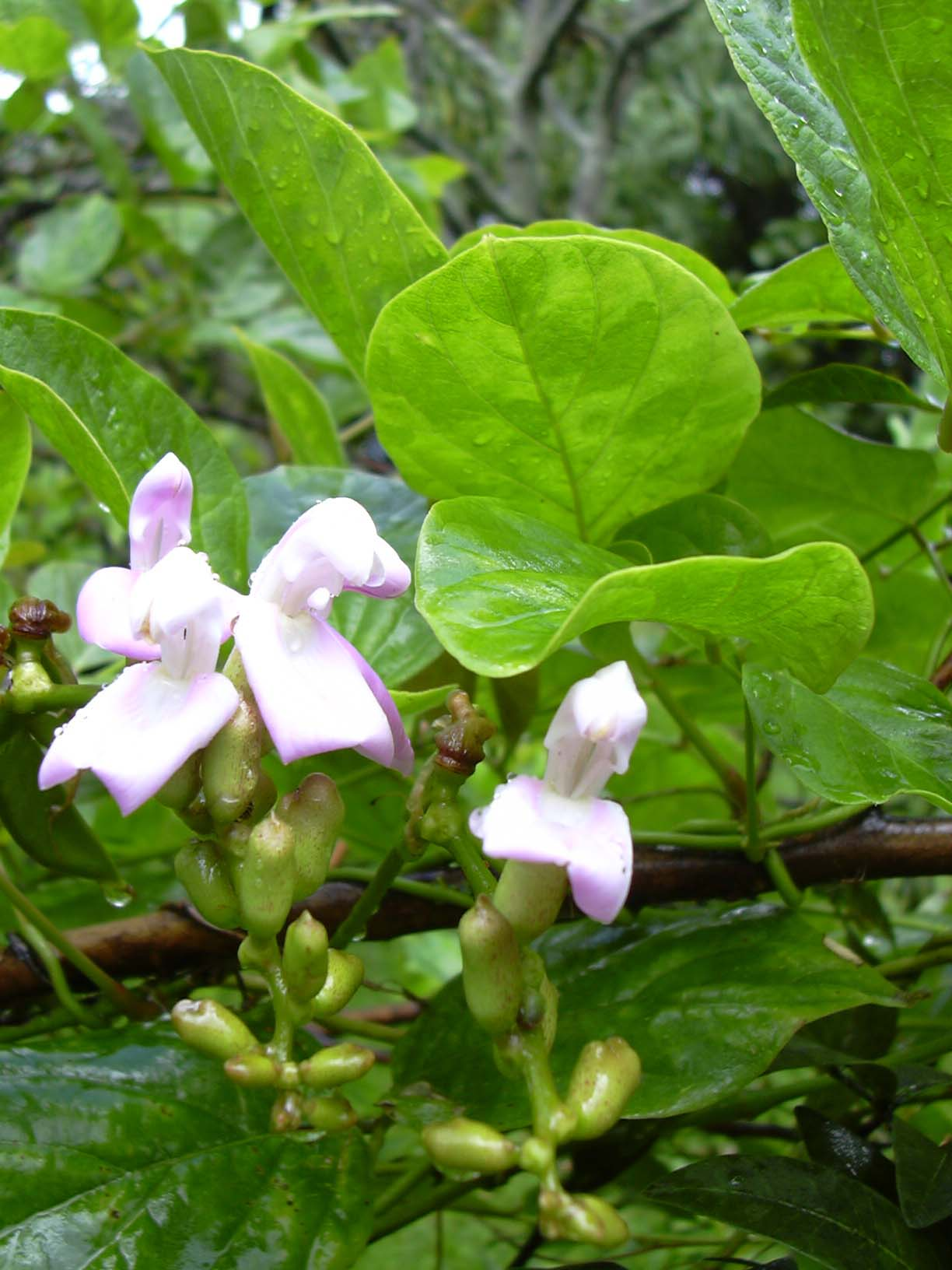
Blüten von Canavalia cathartica

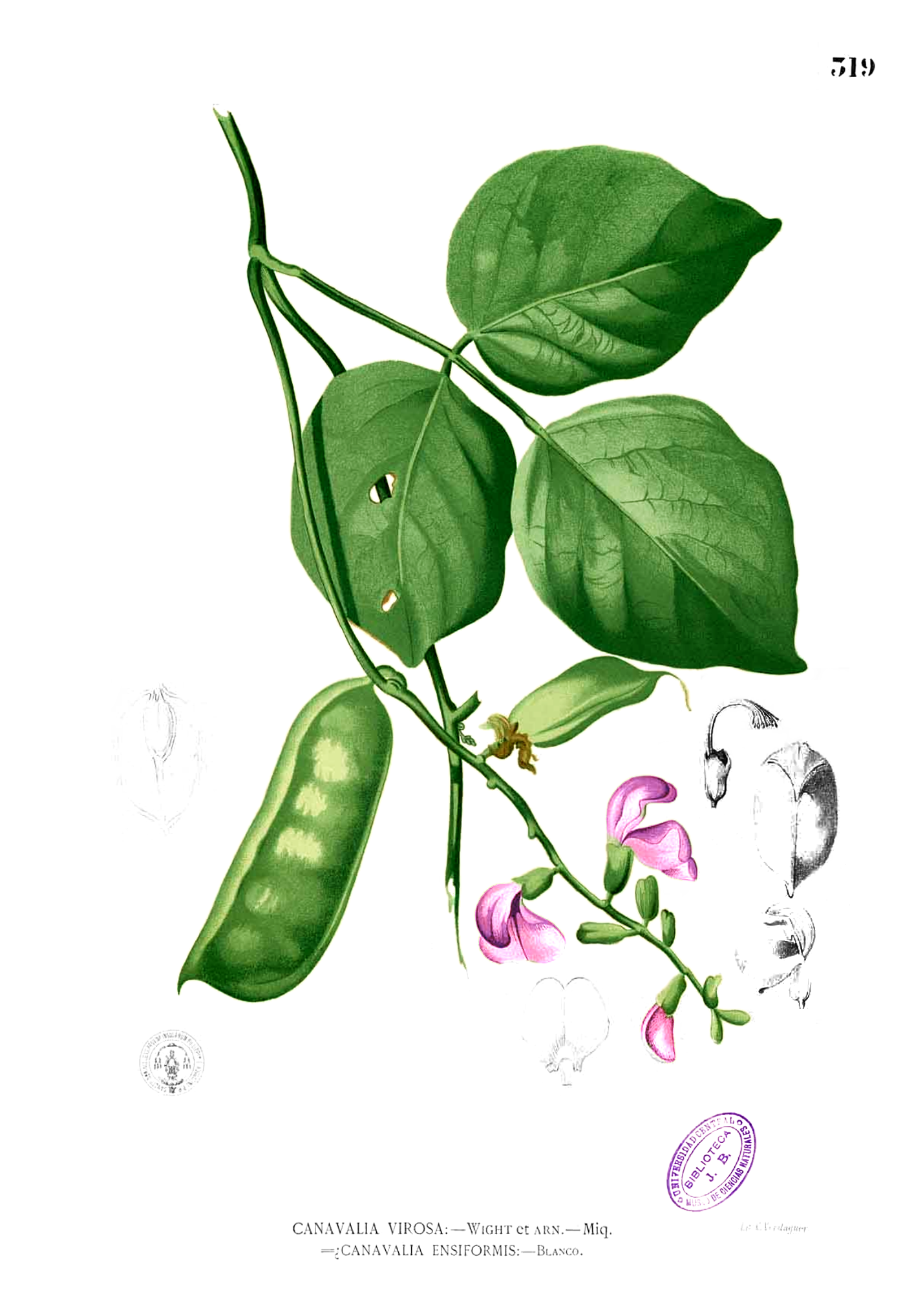
Illustration von Canavalia cathartica

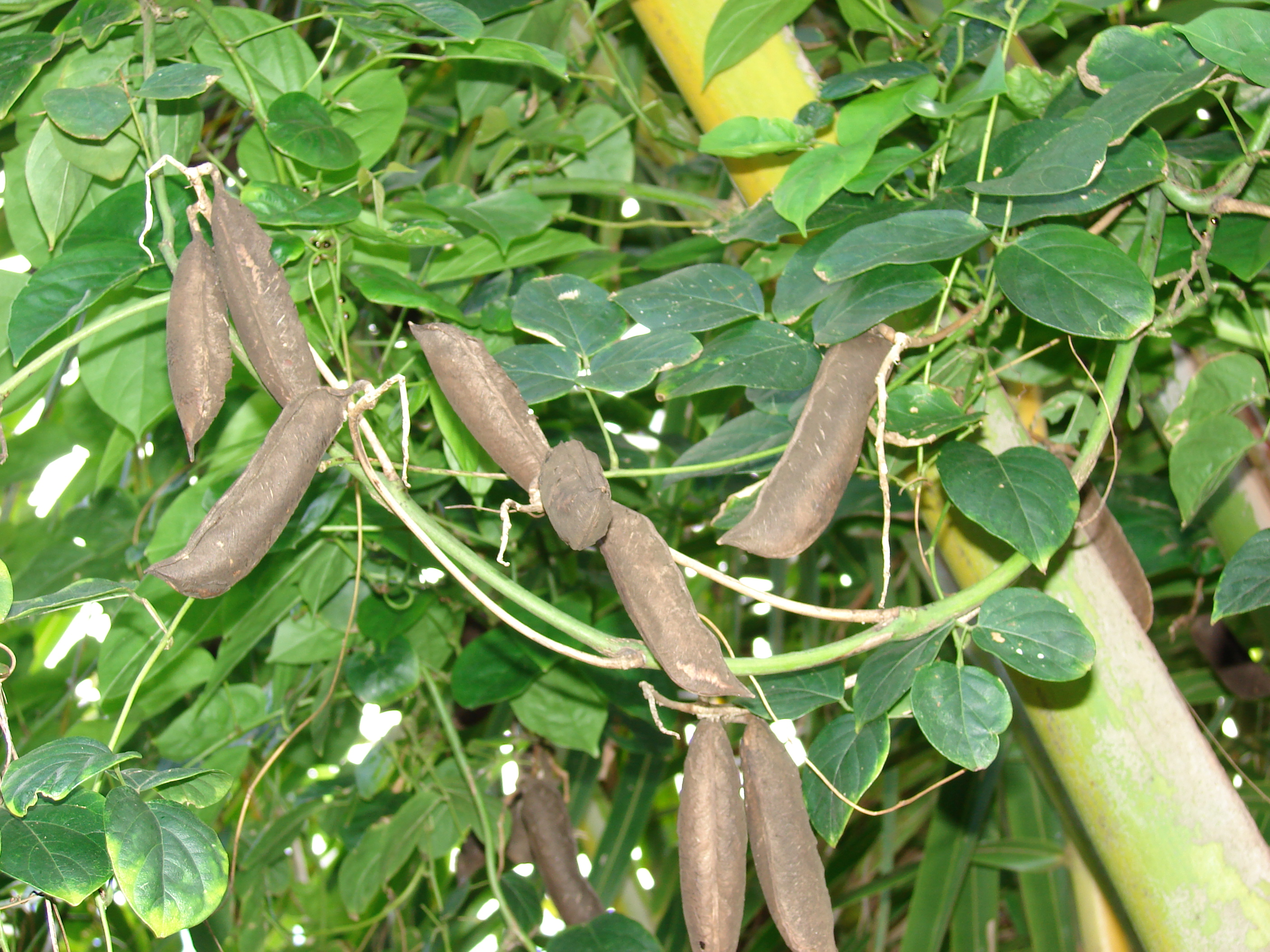
Hülsenfrüchte von Canavalia cathartica

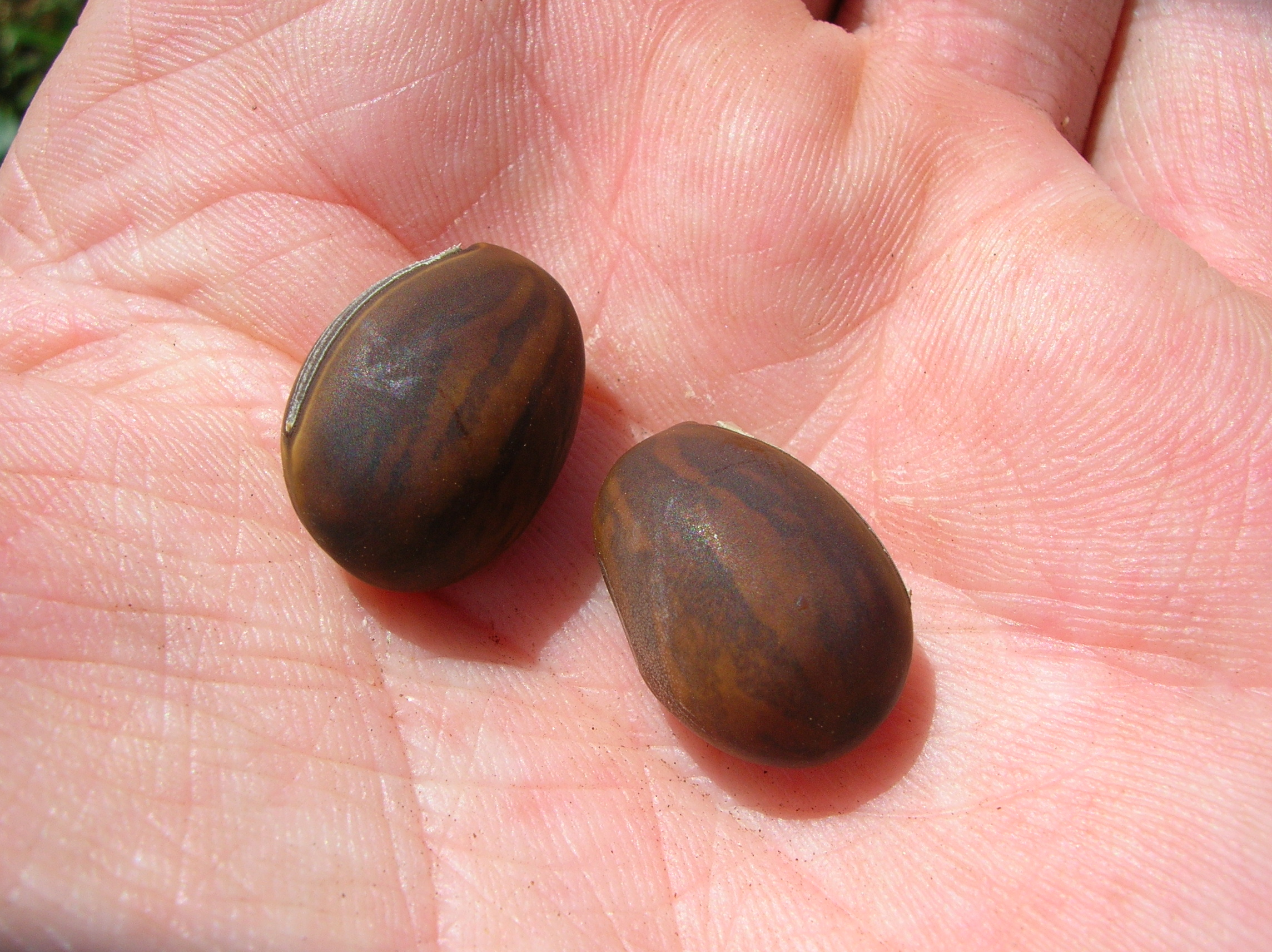
Samen von Canavalia cathartica

### Erscheinungsbild und Blätter
Canavalia-Arten wachsen als kriechende, kletternde oder selbständig aufrechte, einjährige ausdauernde krautige Pflanzen, oder verholzende Pflanzen: Sträucher oder Lianen; sie können immergrün oder laubabwerfend sein. Harz kann vorhanden sein. Sie sind nicht mit Stacheln oder Dornen bewehrt. Die kletternden Arten winden sich gegen den Uhrzeigersinn empor. Einige Arten entwickeln Wurzelknollen.
Die wechselständig und spiralig oder zweizeilig am Stängel verteilt angeordneten Laubblätter sind Blattstiel und -spreite gegliedert. Die krautigen oder ledrigen Blattspreiten sind meist unpaarig gefiedert. Es sind drei Fiederblättchen vorhanden, die Blattspreiten sind also dreiteilig. Die flachen Fiederblättchen sind ganzrandig und 4 bis 15 Zentimeter lang. Die zwei beständigen oder früh abfallenden Nebenblätter sind untereinander frei und nicht mit dem Blattstiel verwachsen, manchmal sind sie nur winzig und schuppenförmig.

### Blütenstände und Blüten
Die Blüten stehen zu zweit bis sechst in Büscheln an den geschwollenen Nodien der seitenständigen, zusammengesetzten scheintraubigen Blütenständen zusammen. Es sind Tragblätter und früh abfallende, kleine Deckblätter vorhanden. Es sind Blütenstiele vorhande.
Die zwittrigen Blüten sind zygomorph und fünfzählig mit doppelter Blütenhülle. Die fünf ungleichen Kelchblätter sind verwachsen mit zwei Kelchlippen, wobei die Kelchlippen höchstens so lang sind wie die aufrechte Kelchröhre. Die obere Kelchlippe besteht aus zwei teilweise verwachsen, längeren Kelchlappen; die untere Kelchlippe besteht aus drei kürzeren Kelchlappen. Die Farben der Kronblätter reichen von rosa- bis purpurfarben. Die Blütenkronen besitzen den typischen Aufbau der Schmetterlingsblüten. Es sind fünf Kronblätter vorhanden, die genagelt sein können. Die zwei unteren Kronblätter sind zum Schiffchen verwachsen; bei einigen Arten sind auch zwei weitere Kronblätter verwachsen. Die normal entwickelte Fahne ist nicht gespornt, aber an ihrer Basis geöhrt und besitzt Anhängsel. Die zwei Flügel sind nicht mit dem Schiffchen verwachsen und besitzen keinen Sporn. Das Schiffchen besitzt auch keinen Sporn und ist typisch gestaltet; bei manchen Arten ist ein nach innen gedrehter Schnabel vorhanden. Die zehn fertilen Staubblätter sind nicht mit den Kronblättern verwachsen und es wechseln deutlich längere mit kürzeren ab. Von den zehn fertilen Staubblättern sind alle oder neun Staubfäden zu einer Röhre verwachsen, aber nicht mit den Kronblättern verwachsen. Es sind Nektardrüsen auf dem Diskus vorhanden. Die einzelnen oberständigen Fruchtblätter enthalten zwei bis 15 Samenanlagen. Der gekrümmte Griffel ist behaart aber nicht bärtig, mit kleiner Narbe. Manchmal ist ein Gynophor ausgebildet.

### Früchte und Samen
Die geraden bis gekrümmten Hülsenfrüchte weisen eine Länge von 7 bis 22 Zentimeter auf. Die Hülsenfrüchte sind nicht zwischen den Samen septiert und mehr oder weniger oder nicht eingeschnürt. Jede Frucht enthält vier bis 15 Samen. Die nicht kantigen Samen können einen Arillus besitzen.

## Ökologie
Die Bestäubung erfolgt über Insekten hauptsächlich sind es Hymenoptera (Entomophilie). Die Ausbreitungseinheit (Diaspore) ist der Same.

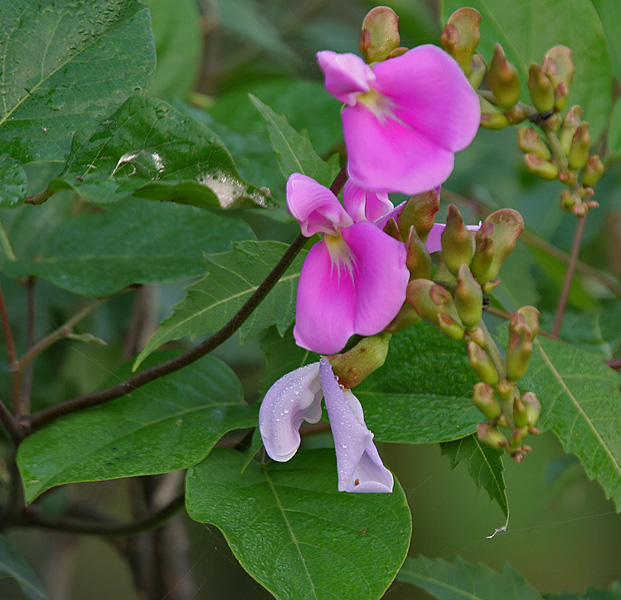
Canavalia lineata

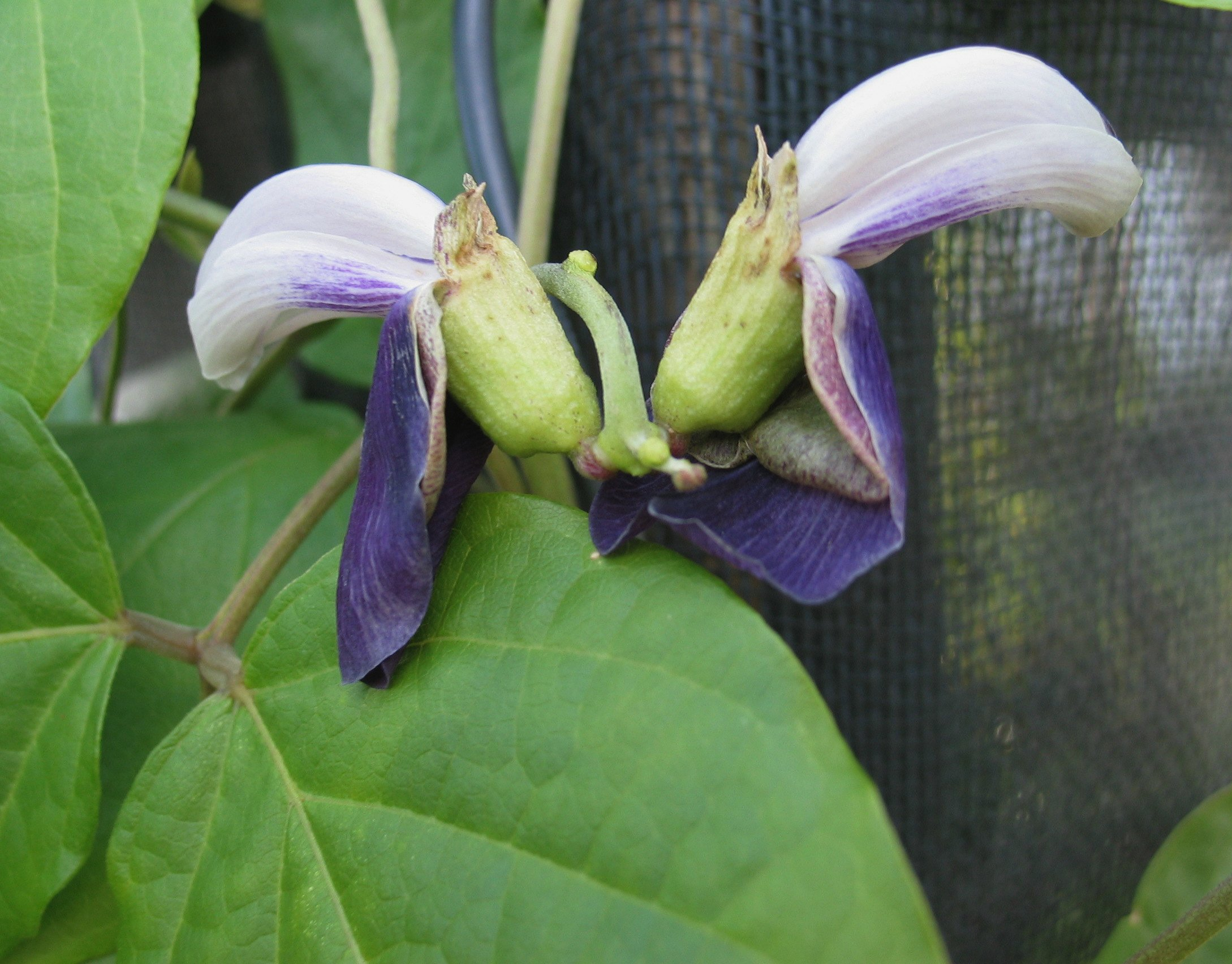
Blüten von Canavalia napaliensis

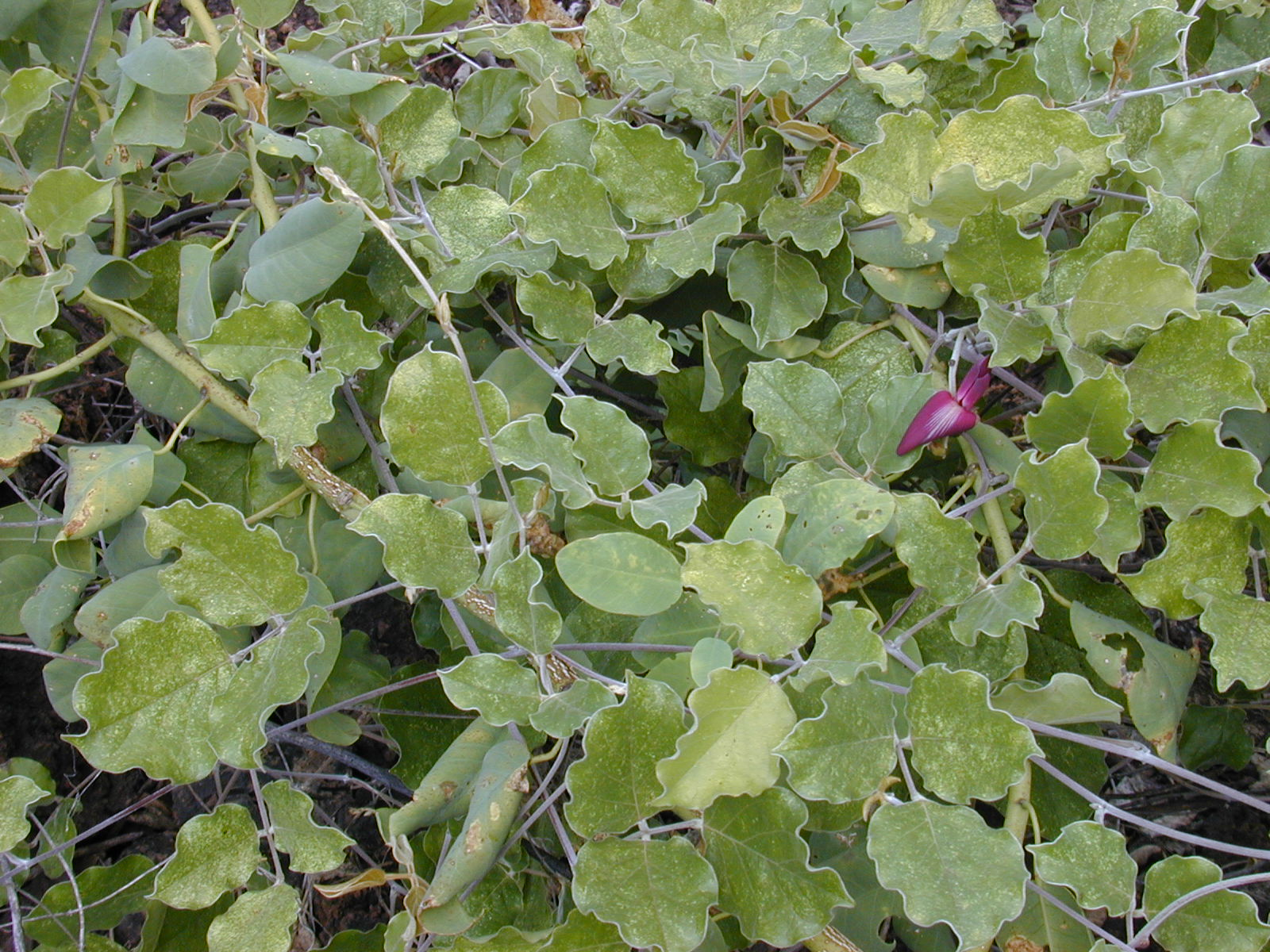
Habitus von Canavalia pubescens

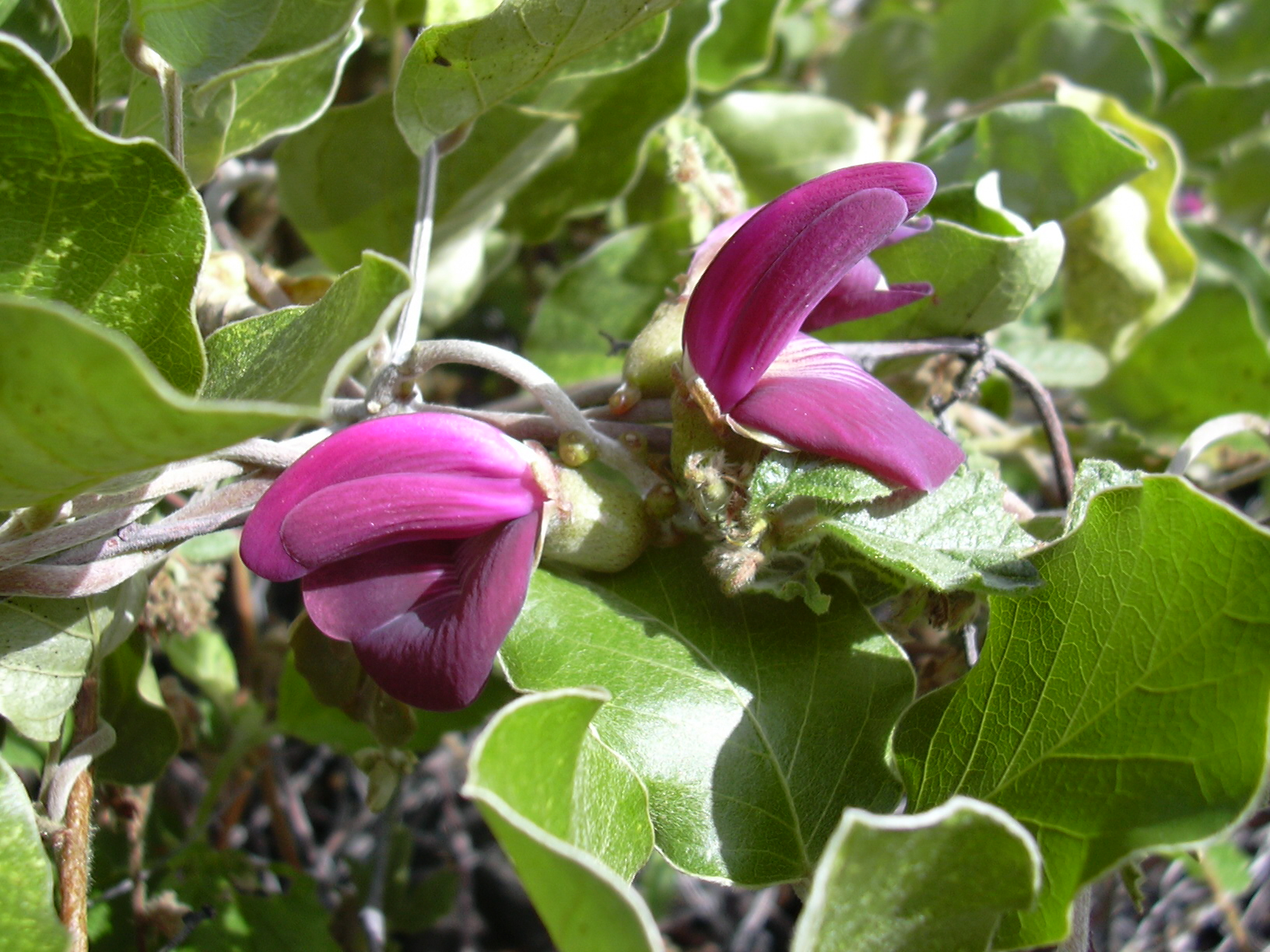
Blüten von Canavalia pubescens

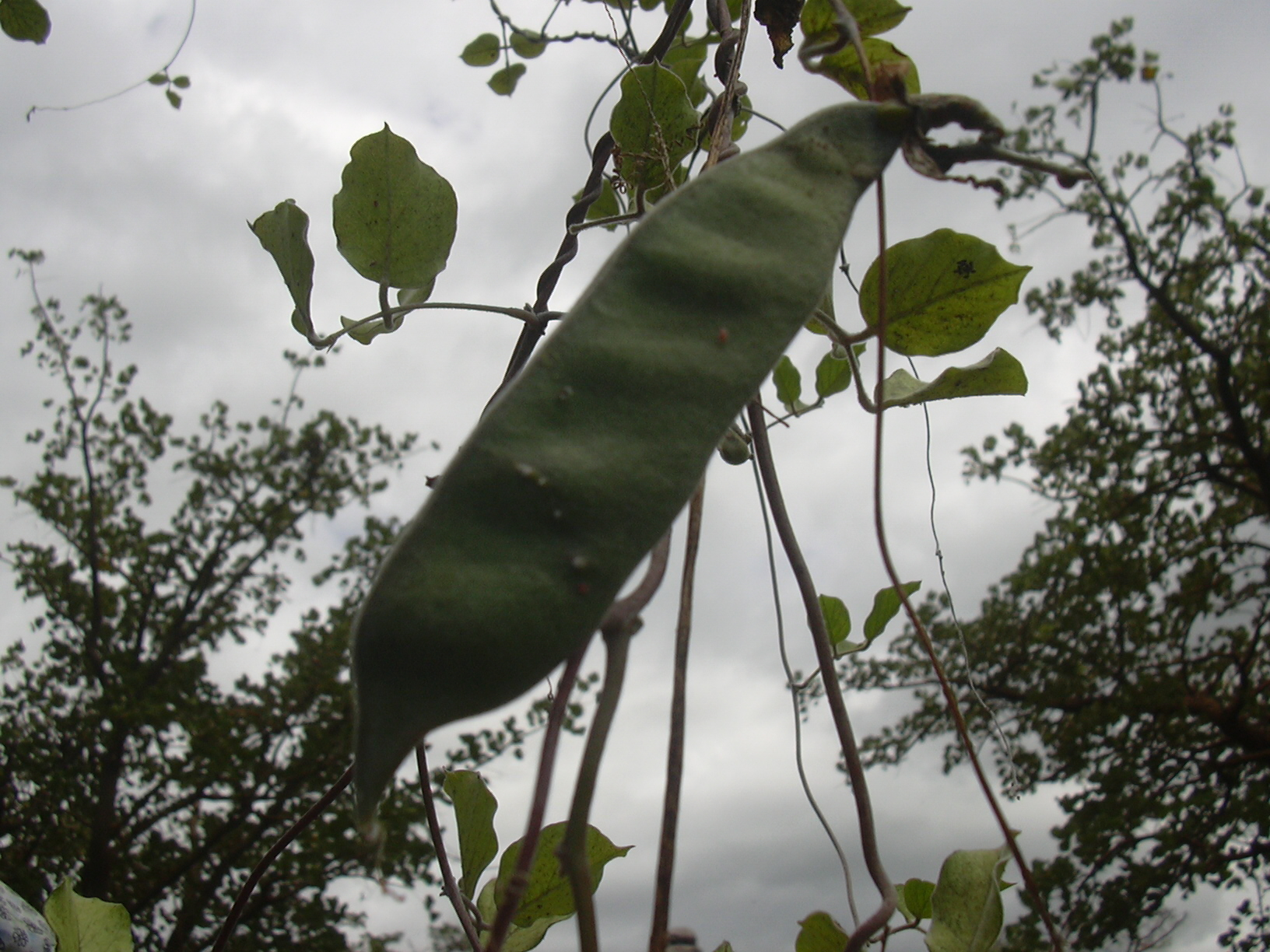
Hülsenfrucht von Canavalia pubescens

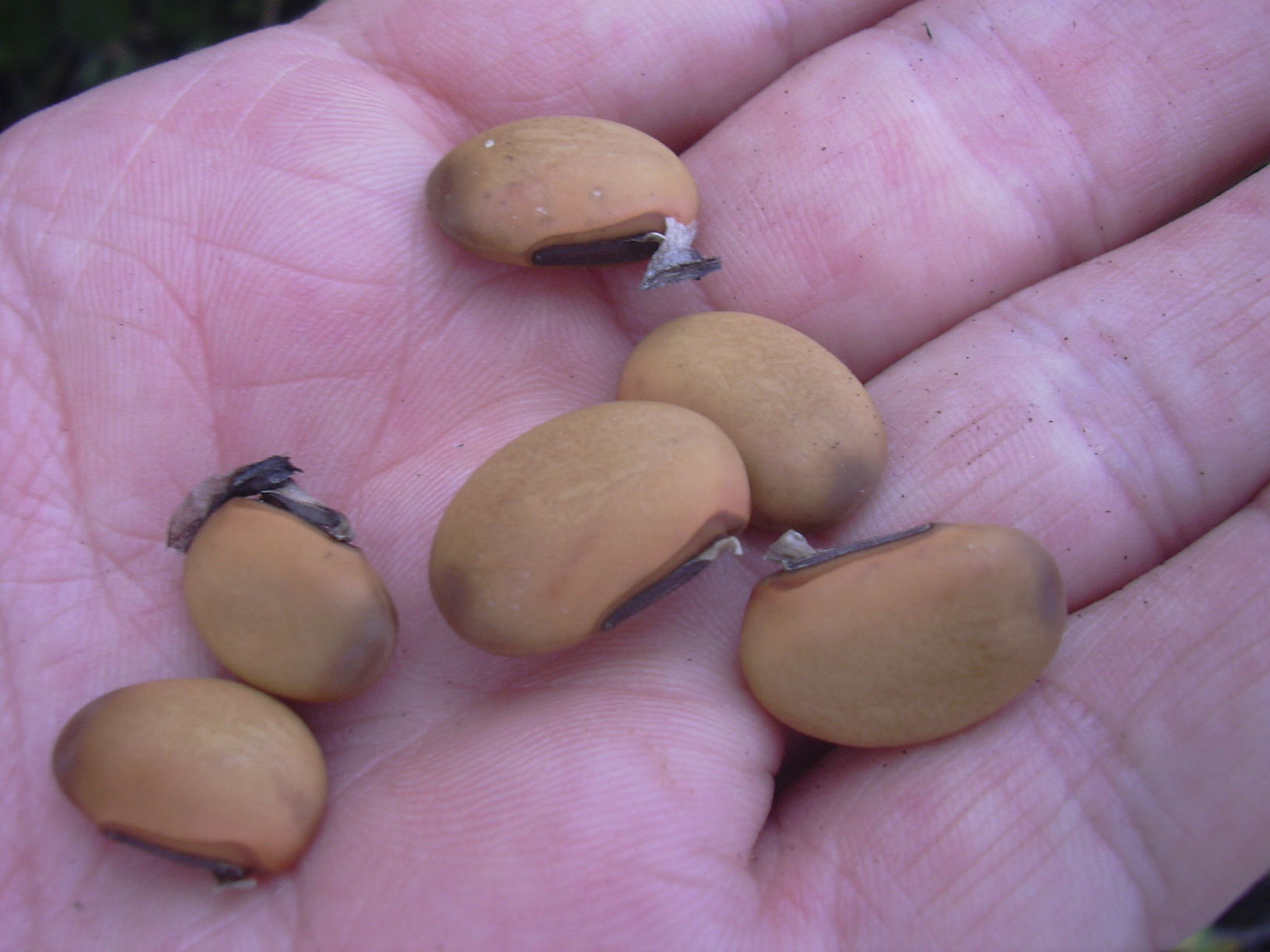
Samen von Canavalia pubescens

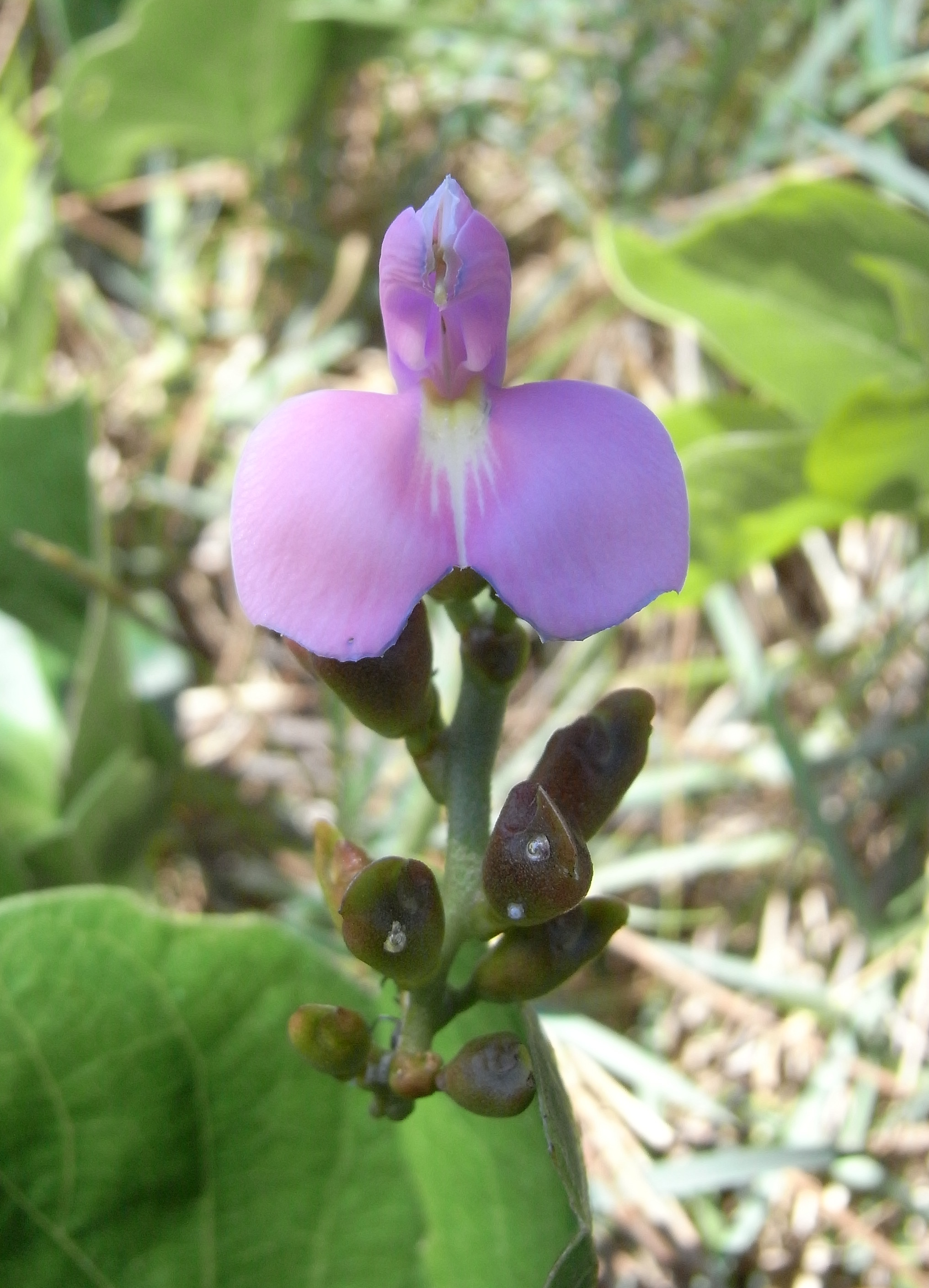
Canavalia rosea

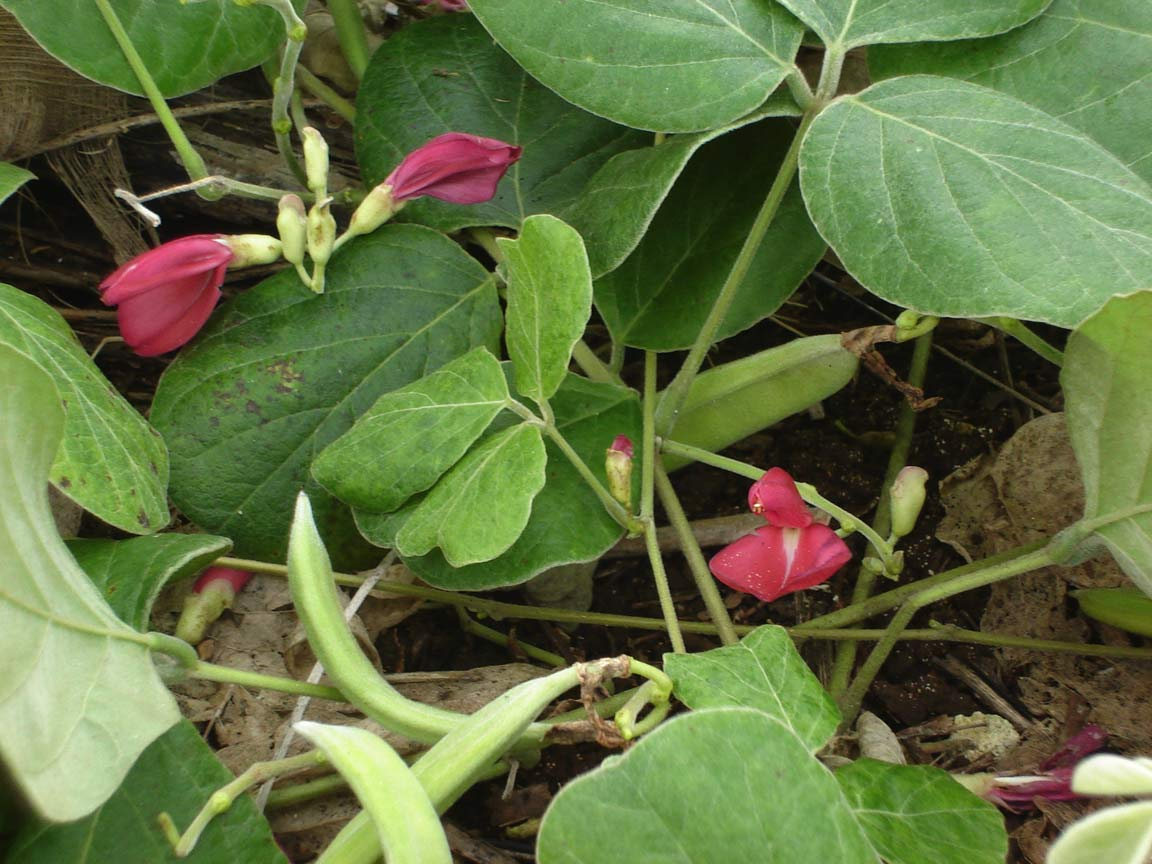
Habitus, Laubblätter, Blütenstände und Hülsenfrüchte von Canavalia sericea

## Systematik und Verbreitung
Die Erstveröffentlichung der Gattung erfolgte 1763 durch Michel Adanson als Canavali in Familles des plantes, 2, S. 325, 531 – heute gültig (I.C.B.N., 1983, No. 3891) ist die Schreibweise Canavalia, die 1825 durch Augustin-Pyrame de Candolle in Prodromus systematis naturalis regni vegetabilis, 2, S. 403 veröffentlicht wurde. Der Gattungsname Canavalia ist abgeleitet aus dem an der Malabarküste benutzten Trivialnamen der Art Canavalia ensiformis: „kanna-valli“ direkt übersetzt etwa „Waldkletterer“. Viele Arten gehörten früher zur Gattung Dolichos L. Synonyme für Canavalia Adans. sind Clementea Cav., Cryptophaeseolus Kuntze und Wenderothia Schltdl.
Die Gattung Canavalia gehört zur Subtribus Diocleinae der Tribus Phaseoleae in der Unterfamilie Schmetterlingsblütler (Faboideae) innerhalb der Familie der Hülsenfrüchtler (Fabaceae).
Die Gattung Canavalia hat ein weites Verbreitungsgebiet; es gibt Arten in den Tropen und Subtropen weltweit.
Die bei Snak et al. 2016 etwa 60 Arten werden in vier Untergattungen eingeordnet:
- Untergattung Canavalia: Sie ist pantropisch verbreitet.
- Untergattung Catodonia J.D.Sauer: Sie ist hauptsächlich neotropisch verbreitet; nur eine Art kommt in der Paläotropis vor.
- Untergattung Maunaloa J.D.Sauer: Sie kommt nur auf hawaiianischen Inseln vor.
- Untergattung Wenderothia (Schltdl.) J.D.Sauer: Sie ist rein neotropisch verbreitet.

Es gibt 46 bis 51 Canavalia-Arten (Auswahl):
- Canavalia acuminata Rose: Sie ist in Mexiko verbreitet.[6]
- Canavalia africana Dunn (Syn.: Canavalia ferruginea Piper, Canavalia virosa auct.): Sie kommt in Afrika, auf Sokotra und in Indien vor.
- Canavalia altipendula (Piper) Standl.: Dieser Endemit kommt nur auf Jamaika vor.[6]
- Canavalia aurita J.D.Sauer: Die Heimat ist Indonesien.[6]
- Canavalia bicarinata Standl.: Sie ist in Zentralamerika und im nördlichen Südamerika verbreitet.[6]
- Canavalia boliviana Piper: Die Heimat ist Bolivien und Peru.[6]
- Canavalia bonariensis Lindl.: Sie kommt in Südafrika, auf Réunion, in Brasilien, Argentinien und Uruguay vor.
- Canavalia brasiliensis Mart. ex Benth. (Syn.: Canavalia anomala Piper, Canavalia caribaea Urb., Canavalia fendleri Piper, Canavalia leptophylla Piper, Canavalia mexicana Piper, Canavalia panamensis Piper, Canavalia paraguayensis Piper, Canavalia prolifica Piper ex Ricker)[7]: Sie ist von Florida über Mexiko und Zentral- bis Südamerika und auf Karibischen Inseln weitverbreitet.
- Canavalia campylocarpa Piper (Syn.: Canavalia dictyota Piper): Sie ist auf Karibischen Inseln und von Zentral- bis Südamerika verbreitet.
- Canavalia cathartica Thouars (Syn.: Canavalia microcarpa (DC.) Piper, Canavalia turgida Graham ex A.Gray, Canavalia virosa (Roxb.) Wight & Arn., Dolichos virosus Roxb., Lablab microcarpus DC.): Sie kommt im östlichen Afrika, in Asien, in Queensland und auf Inseln im Pazifik vor.[1]
- Canavalia centralis St.John: Sie ist in den USA verbreitet.[6]
- Canavalia concinna J.D.Sauer: Sie ist in Brasilien verbreitet.[6]
- Canavalia dictyota Piper: Sie kommt in den USA, auf Karibischen Inseln, in Panama und in Südamerika vor.[6]
- Canavalia dolichothyrsa G.P.Lewis: Sie ist in Brasilien verbreitet.[6]
- Canavalia dura J.D.Sauer: Sie ist in Mexiko verbreitet.[6]
- Jackbohne oder Madagaskarbohne (Canavalia ensiformis (L.) DC.): Sie kommt in Afrika, in Asien, in Australien, in der Neuen Welt, auf Karibischen Inseln und auf Inseln im Indischen Ozean und im Pazifik vor.[6]
- Canavalia eurycarpa Piper: Sie ist Peru, Bolivien und Brasilien verbreitet.[6]
- Canavalia favieri I.C.Nielsen: Sie kommt in Neukaledonien vor.[8]
- Canavalia forbesii St.John: Die Heimat sind die USA.[6]
- Canavalia galeata (Gaudich.) Vogel (Syn.: Dolichos galeatus Gaudich.): Sie kommt nur auf Hawaii vor.
- Canavalia glabra (M.Martens & Galeotti) J.D.Sauer: Sie ist von Mexiko über Guatemala, Honduras bis Panama und von Kolumbien sowie Bolivien bis Peru weitverbreitet.[6]
- Schwertbohne (Canavalia gladiata (Jacq.) DC.) (Syn.: Dolichos gladiatus Jacq.): Sie kommt in Afrika, Asien, Australien, in der Neuen Welt, auf Karibischen Inseln, in Neuguinea, auf Hawaii und den Inseln im Indischen Ozean vor.[6]
- Canavalia grandiflora Benth.: Sie ist in Brasilien und Peru verbreitet.[6]
- Canavalia haleakalaensis St.John: Sie kommt nur auf Hawaii vor.[6]
- Canavalia hawaiiensis Degener & al.: Sie kommt nur auf Hawaii vor.[6]
- Canavalia hirsutissima J.D.Sauer: Sie ist von Mexiko über Guatemala bis El Salvador verbreitet.
- Canavalia iaoensis St. John: Sie kommt nur auf Hawaii vor.[6]
- Canavalia kauaiensis J.D.Sauer: Sie kommt nur auf Hawaii vor.[6]
- Canavalia kauensis St.John: Sie kommt nur auf Hawaii vor.[6]
- Canavalia lineata (Thunb.) DC. (Syn.: Dolichos lineatus Thunb.): Sie ist in Kambodscha, Vietnam, Korea, auf den Philippinen, in Indonesien, Japan, Taiwan und in den chinesischen Provinzen Fujian, Guangdong, Guangxi sowie Zhejiang verbreitet.[1]
- Canavalia macrobotrys Merr. (Syn.: Canavalia luzonica Piper): Sie kommt auf Celebes und auf den Philippinen vor.
- Canavalia macropleura Piper: Sie kommt in Venezuela vor.
- Canavalia madagascariensis J.D.Sauer: Ihre Heimat ist Madagaskar.[6]
- Canavalia makahaensis St.John: Sie kommt nur auf Hawaii vor.[6]
- Canavalia mattogrossensis (Barb.Rodr.) Malme (Syn.: Mucuna mattegrossensis Barb.Rodr., Wenderothia mattogrossensis (Barb.Rodr.) Piper): Sie ist in Südamerika verbreitet.
- Canavalia matudae J.D.Sauer: Sie ist von Mexiko bis Guatemala verbreitet.[6]
- Canavalia megalantha Merr.: Sie kommt nur auf Guam und auf den nördlichen Marianen vor.
- Canavalia microsperma Urb.: Sie kommt nur auf Kuba vor.[6]
- Canavalia mollis Wight & Arn.: Sie kommt von Indien, Sri Lanka und Indonesien bis Timor vor.[6]
- Canavalia molokaiensis O.Deg. et al.: Dieser Endemit kommt nur in Hawaii nur auf Moloka’i vor.
- Canavalia munroi (O.Deg. & I.Deg.) St.John: Sie kommt nur auf Hawaii vor.[6]
- Canavalia napaliensis H.St.John: Sie kommt nur auf Hawaii (Kaua'i) vor.
- Canavalia nitida (Cav.) Piper (Syn.: Canavalia rusiosperma Urb., Clementea nitida Cav.): Sie kommt auf den karibischen Inseln der Bahamas, den Cayman Islands, Kuba, Hispaniola, Puerto Rico und den Jungferninseln vor.
- Canavalia nualoloensis St.John: Sie kommt nur auf Hawaii vor.[6]
- Canavalia obidensis Ducke: Sie ist Brasilien verbreitet.[6]
- Canavalia oxyphylla Standl. & L.O.Williams: Sie ist von Zentralamerika bis ins nördlichen Südamerika verbreitet.[6]
- Canavalia palmeri (Piper) Standl.: Sie ist in Mexiko verbreitet.[6]
- Canavalia papuana Merr. & L.M.Perry: Sie kommt von Indonesien und Neuguinea bis Australien und dem Bismarck-Archipel vor.[6]
- Canavalia plagiosperma Piper: Sie kommt in Guinea-Bissau, in Costa Rica, Guayana, Peru und auf Karibischen Inseln vor.[6]
- Strandbohne, Meeresbohne oder MacKenziebohne (Canavalia rosea (Sw.) DC., Syn.: Canavalia maritima Thouars, Canavalia obtusifolia DC., Dolichos maritimus Aubl., Dolichos obtusifolius Lam., Dolichos roseus Sw.): Sie ist in tropischen Küstengebieten in Afrika, Asien, Australien, in der Neuen Welt und auf Inseln im Pazifik weitverbreitet.[1][6]
- Canavalia sericea A.Gray: Sie kommt nur auf den Fidschi-Inseln vor.
- Canavalia veillonii I.C.Nielsen: Sie wurde 2004 aus Neukaledonien erstbeschrieben.[8]
- Canavalia villosa Benth.: Sie ist in der Neotropis von Mexiko bis Ecuador verbreitet.

Nicht mehr zur Gattung gehört:
- Canavalia grandis (Wall. ex Benth.) Kurz → Dysolobium grande (Wall. ex Benth.) Prain

## Nutzung
Einige Arten werden zur Produktion von Nahrungsmitteln kultiviert:
- Jackbohne (Canavalia ensiformis (L.) DC.)
- Schwertbohne (Canavalia gladiata (Jacq.) DC.)

Da sie Stickstoff fixieren (Rhizobium-Wurzelknöllchen), sind sie wichtig zur Bodenverbesserung.
Vor allem in Mexiko wird die Strandbohne oder Meeresbohne (Canavalia rosea (Sw.) DC., Syn.: Canavalia maritima Thouars) als Halluzinogen (Wirkstoff: L-Betonicin) verwendet; manchmal Bestandteil der Droge „Spice“.